# Circo Taurino
El Circo Taurino (en portugués: Circo de Touradas) fue un coso para corridas de toros construida a fines del siglo XIX en la ciudad de Porto Alegre, Brasil.
Organizado por Francisco Pontes, un banderillero portugués, era una de las atracciones más populares a finales del siglo XIX, registrándose corridas de toros desde la década de 1880. No se sabe con certeza pero, al parecer, el toro no era sacrificado al final del espectáculo que se resumía en una representación dramática intercalada con escenas de pantomima. Según los periódicos de la época, la afluencia cada domingo era tan numerosa que parecía una auténtica «inundación». Como intermedio se representaban números circenses de todo tipo con gimnastas, magos y cantantes. A partir de 1896, la arena fue también escenario de proyecciones cinematográficas nocturnas. El cine, que ese año enamoró inmediatamente a los habitantes de Porto Alegre, fue uno de los factores responsables de la rápida decadencia de las corridas de toros hasta el punto de que hacia 1910 se cerró el Circo Taurino. 
Fue en el circo taurino donde tuvo lugar el primer vuelo en globo desde Porto Alegre, en septiembre de 1905, realizado por el lusitano Magalhães Costa y su globo «O Portugal».
El terreno donde se levantaba el Circo fue posteriormente donado por la Intendencia Municipal para la construcción de la Facultad Libre de Medicina construida según proyecto de Theodor Wiederspahn cuyas obras se iniciaron en 1912.